# The Fallout
The Fallout is het debuutalbum van de Canadese band Default. Het nummer "Wasting My Time", de eerste single van het album kreeg veel airplay in Canada in 2001 en 2002. Chad Kroeger, zanger van Nickelback, droeg bij aan de productie van dit album.
De tweede track, "Deny", is gebruikt als soundtrack in het populaire spel NHL 2003 van EA Sports en kreeg ook veel airplay, waarmee het Default hielp om door te breken in de Canadese rock.
Er is een speciale editie van deze cd, samen met een DVD verkocht, waarop de bonustrack "Blind" en akoestische versies van "Deny" en "Wasting My Time" staan.

## Track overzicht
1. "Sick & Tired" – 2:59
2. "Deny" – 3:55
3. "Wasting My Time" – 4:29
4. "Slow Me Down" – 3:23
5. "One Late Night" – 3:10
6. "Seize The Day" – 2:43
7. "Somewhere" – 3:20
8. "Live A Lie" – 3:40
9. "By Your Side" – 2:46
10. "Faded" – 3:23
11. "Let You Down" – 3:29